# Faustyn z Brescii
Faustyn z Brescii (zm. 16 lutego 381 w Brescii) – biskup Brescii od ok. 360 roku, następca św. Ursycyna, święty Kościoła katolickiego.
Jego wspomnienie liturgiczne obchodzone jest w dzienną pamiątkę śmierci.
Według tradycji spisał dzieje męczenników Faustyna i Jowita.
W ikonografii św. Faustyn z Brescii przedstawiany jest jako biskup z kilkoma strzałami.
Zobacz też
- kult świętych
- modlitwa za wstawiennictwem świętego
- święci i błogosławieni Kościoła katolickiego

Bibliografia
- Saint of the Day (16 February). saintpatrickdc.org. [zarchiwizowane z tego adresu (2014-08-07)]. – St. Patrick Catholic Church (ang.)